# إلفيس فانز كانت بي رونج 50000000
50,000,000 Elvis Fans Can't Be Wrong هو تاسع ألبومات إلفيس بريسلي من إنتاج شركة تسجيلات آر سي إيه. صدر في نوفمبر 1958
حقق الألبوم المرتبة 31 في لائحة بيلبورد 200 ويعتبر أحد أنجح ألبومات بريسلي.

## وصلات خارجية
- إلفيس فانز كانت بي رونج 50,000,000 على موقع أول موفي (الإنجليزية)